# 꼬마뒤쥐
꼬마뒤쥐(학명:Sorex minutissimus)는 땃쥐류의 일종이다. 진무맹장목 첨서과에 속하며 세계에서 사비왜소땃쥐 다음으로 가장 작은 포유류이다.

## 같이 보기
- 한국의 포유동물